# Sibrotuzumab
Il sibrotuzumab è un anticorpo monoclonale umanizzato ricombinante studiato per il trattamento di forme di tumore. Si lega ed agisce sulla proteina attivatrice dei fibroblasti (FAP, fibroblast activation protein).

### Sibrotuzumab
- (EN) Bernd Meibohm, Pharmacokinetics and pharmacodynamics of biotech drugs: principles and case studies in drug development, Wiley-VCH, 2006,  pp. 85–, ISBN 978-3-527-31408-9.
- (EN) Howard L. Kaufman, Molecular targeting in oncology, Humana Press, 2008,  pp. 161–, ISBN 978-1-58829-577-4.

- (EN) Tod W. Speer, Targeted Radionuclide Therapy, Lippincott Williams & Wilkins, 15 novembre 2010,  pp. 342–, ISBN 978-0-7817-9693-4.